# Kirchlindach
Kirchlindach (toponimo tedesco) è un comune svizzero di 3 029 abitanti del Canton Berna, nella regione di Berna-Altipiano svizzero (circondario di Berna-Altipiano svizzero).

## Storia
Il comune di Kirchlindach, istituito nel 1834, nel 1880 ha inglobato il comune soppresso di Bremgarten Stadtgericht.

## Monumenti e luoghi d'interesse

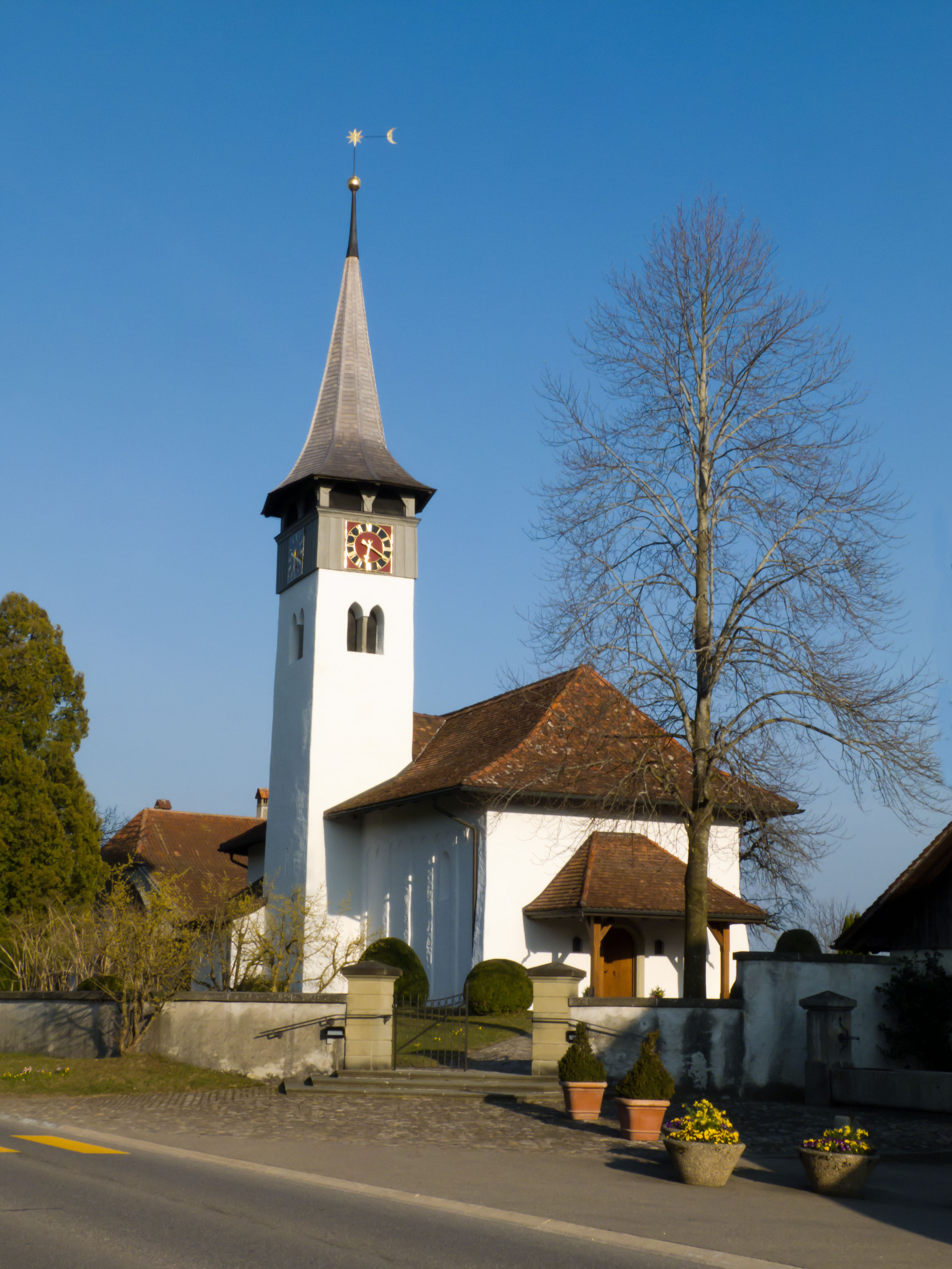
La chiesa riformata

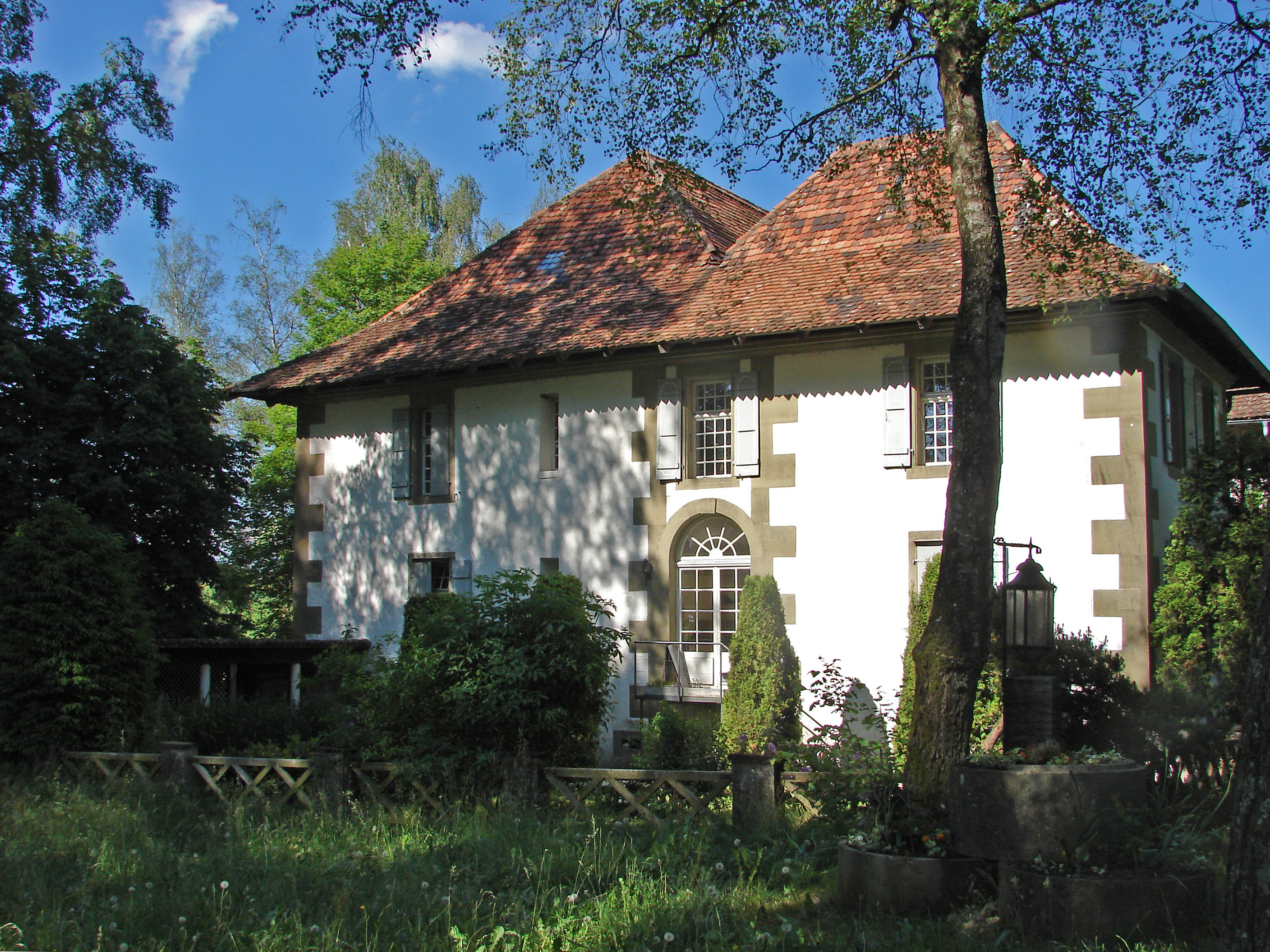
Il castello di Heimenhaus

- Chiesa riformata (già di San Giorgio), eretta nell'VIII secolo e ricostruita nel IX-X secolo, nel 1200 circa, nel XIII-XIV secolo e nel 1766[1];
- Castello di Heimenhaus, eretto nel XII-XIII secolo[1].

## Società

### Evoluzione demografica
L'evoluzione demografica è riportata nella seguente tabella:
Abitanti censiti

## Amministrazione
Ogni famiglia originaria del luogo fa parte del cosiddetto comune patriziale e ha la responsabilità della manutenzione di ogni bene ricadente all'interno dei confini del comune.